# Amata derivata
Amata derivata là một loài bướm đêm thuộc phân họ Arctiinae, họ Erebidae.